# Petar Zanković
Petar Zanković, né le 1er avril 1924 et mort le 17 juin 2002, est un Monténégrin qui a aidé à abriter trois familles juives pendant la Seconde Guerre mondiale. En 2007, il est reconnu comme Juste parmi les Nations par Israël.

## Seconde Guerre mondiale
Lors de l'invasion de la Yougoslavie en 1941, une famille juive (les Richter) s'enfuit de Zagreb vers Belgrade. Lorsque l'armée allemande et ses alliés prirent le contrôle total du pays, Milan Richter emmena son fils, Marjan, chez Petar Zanković à Sutomore, alors sous contrôle italien, au Monténégro. Milan avait servi pendant la Première Guerre mondiale aux côtés du père de Petar, et les familles étaient restées en contact depuis. Un peu plus tard, le reste de la famille Richter se rend également au domicile de Zanković. Ne voulant pas mettre la famille Zanković en danger, ils emménagent alors dans un hôtel de la ville de Bar, avec d'autres réfugiés juifs de Belgrade.
Les Ritcher rejoignent les rebelles locaux et lors d'une offensive lancée par des partisans, Milan Richter est capturé et envoyé dans un camp de concentration à Klos, en Albanie. Petar Zanković mobilise alors l'aide d'un évêque nommé Dobričić afin d'obtenir la libération de Milan, après laquelle les Ritcher retournent vivre avec les Zanković. La famille y reste jusqu'en 1943. En septembre de cette année, l'Allemagne prend le contrôle des territoires précédemment occupés par l'Italie à la suite de l'Armistice de Cassibile. À la suite de cela, Petar déplace d'abord les Richter dans un monastère à Bar, puis dans le petit village de Livari. En février 1944, les services de renseignement allemands appréhendent la famille Richter et l'envoient au camp de concentration de Bergen-Belsen. La famille de cinq personnes réussit néanmoins à survivre jusqu'à la fin de la guerre.

## Après la guerre
Adèle Richter rendit plus tard visite à la famille Zanković pour les remercier de les avoir aidés pendant la guerre. Elle apprend alors que les Zanković avaient hébergé deux autres familles pendant la guerre, ce qui avait conduit à l'arrestation de certains membres de la famille Zanković.
En décembre 2006, Petar Zanković a été reconnu comme Juste parmi les Nations par Yad Vashem,.